# 바이레도
바이레도(Byredo)는 스웨덴의 향료, 가죽 제품 및 액세서리를 생산하는 기업이다.
바이레도(Byredo)는 바이 레돌런스(By Redolence)의 혼성어이다. 2006년에 스톡홀름에서 벤 고햄(Ben Gorham)에 의해 설립되었다.핸드백 및 기타 액세서리의 첫 컬렉션은 2017년 9월 파리 패션 위크(Paris Fashion Week)에서 처음 선보였다.

## 역사
2013년 벤 고햄은 런던에 본사를 둔 투자 회사 만자니타 캐피탈(Manzanita Capital)에 회사 지분의 대부분을 매각했다.이 회사는 딥티크(Diptyque)와 말린 + 겟츠(Malin + Goetz), 스페이스 NK(Space NK)에 투자되었다. 2022년 5월, 푸이그(Puig)는 바이레도의 과반수 지분을 인수했다.2023년 11월 바이레도는 브랜드의 새로운 영구 카테고리로 파인 주얼리(fine jewelry)를 출시했다.

## 콜라보레이션
조향사 제롬 에피네테(Jérôme Epinette)는 바이레도라는 브랜드를 위해 몇 가지 향을 만들었다. 2016년 바이레도는 사진작가 이네즈(Inez), 비노우드(Vinoodh)와 함께 "1996"이라는 이름의 새로운 향기를 제조했다.
2018년 바이레도는 오프 화이트의 버질 아블로와 "엘리베이터 뮤직(Elevator Music)"이라는 이름의 향기를 공동 제조했다.
바이레도는 이케아와 가정용 향기에 대한 협력도 진행하고 있다. 예시로 2020년에 출시된 오실링(OSYNLIG) 컬렉션이 있다.2021년 바이레도는 가수 트래비스 스캇과 콜라보해, 스페이스 레이지(Space Rage)라는 이름의 향수를 출시했다.

## 같이 보기
- 딥티크
- 조 말론 런던
- 르 라보
- 향수